# João Carlos de Bragança e Ligne de Sousa Tavares Mascarenhas da Silva

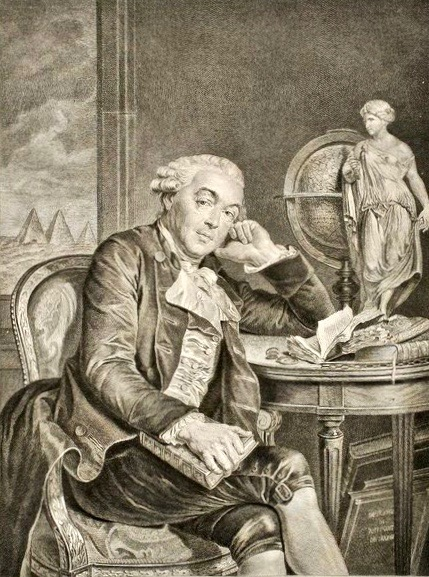
Portrait de João Carlos de Bragança e Ligne(1719-1806), Duc de Lafões, un homme politique et général portugais

Dom João Carlos de Bragança e Ligne de Sousa Tavares Mascarenhas da Silva, né à Lisbonne le 6 mars 1719 où il est mort le 10 novembre 1806), 2e duc de Lafões, 4e marquis d'Arronches et 8e comte de Miranda do Corvo, est un homme politique et un membre éminent de la haute noblesse portugaise. 
Général maréchal de l'armée portugaise, il a commandé la Guerre des Oranges, une expérience traumatisante dans l'Histoire du Portugal.
Membre fondateur de l'Académie des sciences de Lisbonne, il a également exercé la fonction de premier ministre du Portugal, entre le 6 janvier et le 21 mai 1801. Il a été démis de ses fonctions après l'entrée des forces espagnoles dans l'Alentejo, il a conservé la dignité de maréchal de l'armée.

## Biographie
João Carlos de Bragança était le plus proche de la maison royale : son père était le fils illégitime de D. Pierre II (roi de Portugal). Il dirigeait l'opposition aristocratique à Sebastião José de Carvalho e Melo, 1er marquis de Pombal. C'était également un homme de grande culture et, alors qu'il vivait en exil pendant le mandat de Pombal, il a assisté Gluck et Mozart en tant que mécène. Après la chute de Pombal, le duc de Lafões devint une figure publique dominante, occupant de hautes fonctions publiques et fondant l’académie des sciences de Lisbonne pour s'assurer que le Portugal partagerait les bénéfices du Siècle des Lumières.
Il a étudié les sciences humaines et la philosophie, après avoir rejoint l'Université de Coimbra pour obtenir un diplôme de droit canonique, car le roi D. Jean V (roi de Portugal), son oncle, le destinait à la carrière ecclésiastique. 
Il quitte le Portugal en mai 1757, pour se rendre à Londres puis, en janvier 1758, à Vienne. En fait, D. João quitta le Portugal avec les honneurs de Duc avec une mission inconnue, mais peut-être avec l'intention de proposer un mariage avec une descendante du Portugal à l'empereur des Habsbourg Joseph II (empereur du Saint-Empire), le futur chef de la lignée d’Autriche. Il s'installe temporairement en Angleterre et est élu membre de la Royal Society. 
Pour se rendre à Vienne, déjà en pleine guerre de Sept Ans, il s'engage dans l'armée autrichienne, où D. Manuel, comte d'Ourém, son oncle, ainsi que du roi Jean V de Portugal, avait été général. Il était officier supérieur d'un régiment d'infanterie du Prince de Ligne, son père ayant participé aux dernières campagnes de la guerre de Sept Ans. Après la fin de la guerre, en février 1763, il a décidé de voyager et il s'est ensuite rendu en Prusse et en Pologne. En 1766, il a été proposé d'intégrer l'armée autrichienne, avec le grade de major-général, mais l'autorisation de la couronne portugaise n'a jamais été donnée. En 1770 Paride ed Elena de Gluck a été dédié au Duc de Braganza, un spécialiste de la mythologie et de la musique.
En 1778, en raison de la mort de D. José I et du gouvernement du marquis de Pombal, il revient au Portugal, ayant reçu le titre de duc de Lafões. En 1779, avec l' abbé Correia da Serra, il a reçu le titre de duc de Lafões. Puis il fonde l'Académie des sciences de Lisbonne qui a eu sa genèse dans sa résidence au Palacio do Grilo. Cela a été réalisé en l'honneur de son frère, qui l'avait proposé en 1721, au moment de la création de l'Académie royale d'histoire du Portugal. En 1780, il fut nommé au Conseil de guerre, en 1791 il fut choisi pour le poste de gouverneur des armes de la Cour et de la province de Extremadura, étant promu maréchal général à la même date. En 1796, il est nommé au Conseil d'État. Depuis 1789, il était membre de l'Ordre du Christ (Portugal).
En raison du danger de guerre avec l'Espagne, a été nommé en janvier 1801 ministre adjoint du Premier ministre, et secrétaire d'État à la Guerre. Avec la déclaration officielle de guerre en mars, il prend la tête de l'armée, ne voulant pas donner le commandement au maréchal de l'armée du comte de Goltz, engagé pour diriger l'armée dans la campagne. Il dirige les grandes actions militaires de la courte Guerre des Oranges. 
Jusqu'à sa mort, en 1806, il n'a jamais exercé de fonction publique.